# Aloe secundiflora
Aloe secundiflora är en grästrädsväxtart som beskrevs av Adolf Engler. Aloe secundiflora ingår i släktet Aloe och familjen grästrädsväxter.

## Underarter
Arten delas in i följande underarter:
- A. s. secundiflora
- A. s. tweediae